# Когерентне зворотне розсіювання

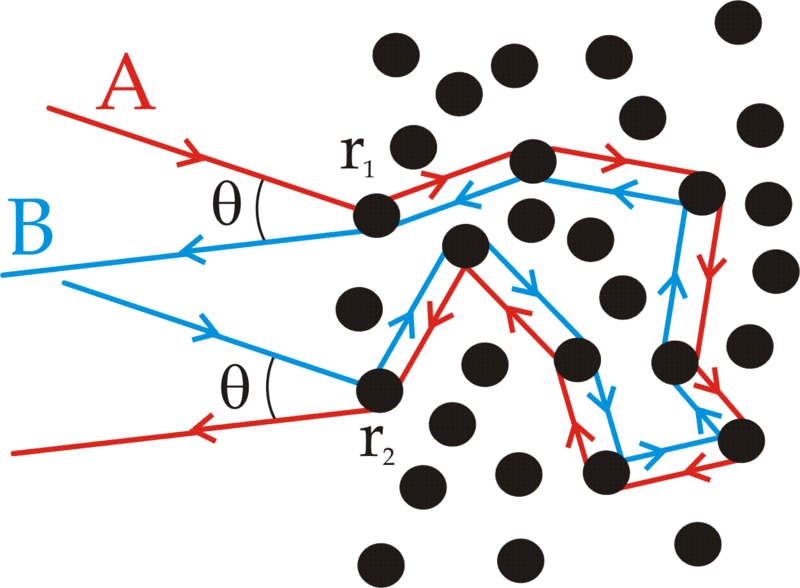
Поширення двох променів у випадковому середовищі. Оскільки один може бути отриманий з іншого інверсією часу, вони когерентно інтерферують, коли кут θ прагне до нуля.

Когерентне зворотне розсіювання світла спостерігається, коли когерентне випромінювання (наприклад, лазерний промінь) поширюється через середовище, яке має велику кількість центрів розсіювання (наприклад, суспензії, молоко або товсту хмару), розмір яких можна порівняти з довжиною хвилі випромінювання.
Когерентне випромінювання - це випромінювання, у якому хвилі світла (або будь-які інші хвилі) мають фіксовану фазу відносно одна одної. Це означає, що коливання кожної хвилі пов'язані між собою, і хвилі мають сталу різницю фаз в усьому своєму просторі.
У когерентному світлі, наприклад, пучок світла складається з хвиль, які узгоджені між собою. Це означає, що коливання всіх хвиль відбуваються у взаємно відповідні часи і з відносно однаковою частотою. Коли когерентне світло перетинається, воно може створювати інтерференційні мінливості, такі як світлові смуги або мінливість яскравості.
Хвилі багаторазово розсіюються під час проходження через каламутне середовище. Навіть для некогерентного випромінювання розсіювання зазвичай досягає локального максимуму в напрямку зворотного розсіювання, проте для когерентного випромінювання пік удвічі вище.
Когерентне зворотне розсіювання дуже важко виявити та виміряти з двох причин. По-перше, джерело світла і приймач для під час зворотного розсіювання геометрично блокують промінь один для одного, хоч і існують методи вирішення цієї проблеми. По-друге, пік зазвичай дуже різкий, тому детектор повинен мати дуже високу роздільну здатність, щоб бачити пік без усереднення його інтенсивності за діапазоном близьких кутів, де інтенсивність може бути значно нижчою. Під кутами, відмінними від напрямку зворотного розсіювання, інтенсивність світла схильна до численних і значною мірою випадкових флуктуацій, званих плямами.
Це одне із найстійкіших явищ інтерференції, яке переживає багаторазове розсіювання, і воно розглядається як аспект квантово-механічного явища, відомого як слабка локалізація (Аккерманс та ін, 1986). При слабкій локалізації інтерференція прямого та зворотного шляхів призводить до чистого зниження проходження світла у напрямку випромінювання. Це типово для будь-якої багаторазово розсіяної когерентної хвилі. Зазвичай воно обговорюється для світлових хвиль, для яких це явище схоже на слабку локалізацію електронів у невпорядкованих напівпровідниках, яке за аналогією часто розглядається як попередник андерсонівської (чи сильної) локалізації світла. Слабка локалізація світла може бути виявлена, оскільки вона проявляється як збільшення інтенсивності світла у напрямку зворотного розсіювання. Це суттєве посилення називається конусом когерентного зворотного розсіювання.
Когерентне зворотне розсіювання виникає через інтерференцію між прямим і зворотним шляхом у напрямку зворотного розсіювання. Коли багаторазово розсіюваюче середовище освітлюється лазерним променем, інтенсивність розсіювання виникає в результаті інтерференції між амплітудами, пов'язаними з різними шляхами розсіювання; для невпорядкованого середовища інтерференційні члени зникають при усередненні за різними конфігураціями розсіюючих центрів, за винятком вузького кутового діапазону навколо точного зворотного розсіювання, де середня інтенсивність збільшується. Це є результатом складання багатьох синусоїдальних двохвильових інтерференційних картин. Конус є перетворенням Фур'є просторового розподілу інтенсивності розсіяного світла на поверхні зразка, коли остання освітлюється точковим джерелом. Посилене зворотне розсіювання ґрунтується на конструктивній інтерференції між зворотними шляхами.